# Alto de Coloane
Der Alto de Coloane (chinesisch 疊石塘山, Pinyin Diéshí Tángshān, Jyutping Dip6sek6 Tong4saan1) ist mit 172,5 m die höchste natürliche Erhebung in Macau.

## Lage
Der Berg liegt auf der Insel Coloane. Der Gipfel ist bewaldet, eine Aussicht nur teilweise möglich.
Auf dem Gipfel befindet sich ein Triangulationspunkt. Wenige Meter unterhalb des Gipfels besteht eine Radaranlage.
In Sichtweite gibt es eine Statue der Göttin A-Ma, den Alto de Coloane-Park und einen Tempel.

## Aufstieg
Der Alto de Coloane kann von Coloane über die Estrada do Alto de Coloane zu Fuß erreicht werden.

## Bilder

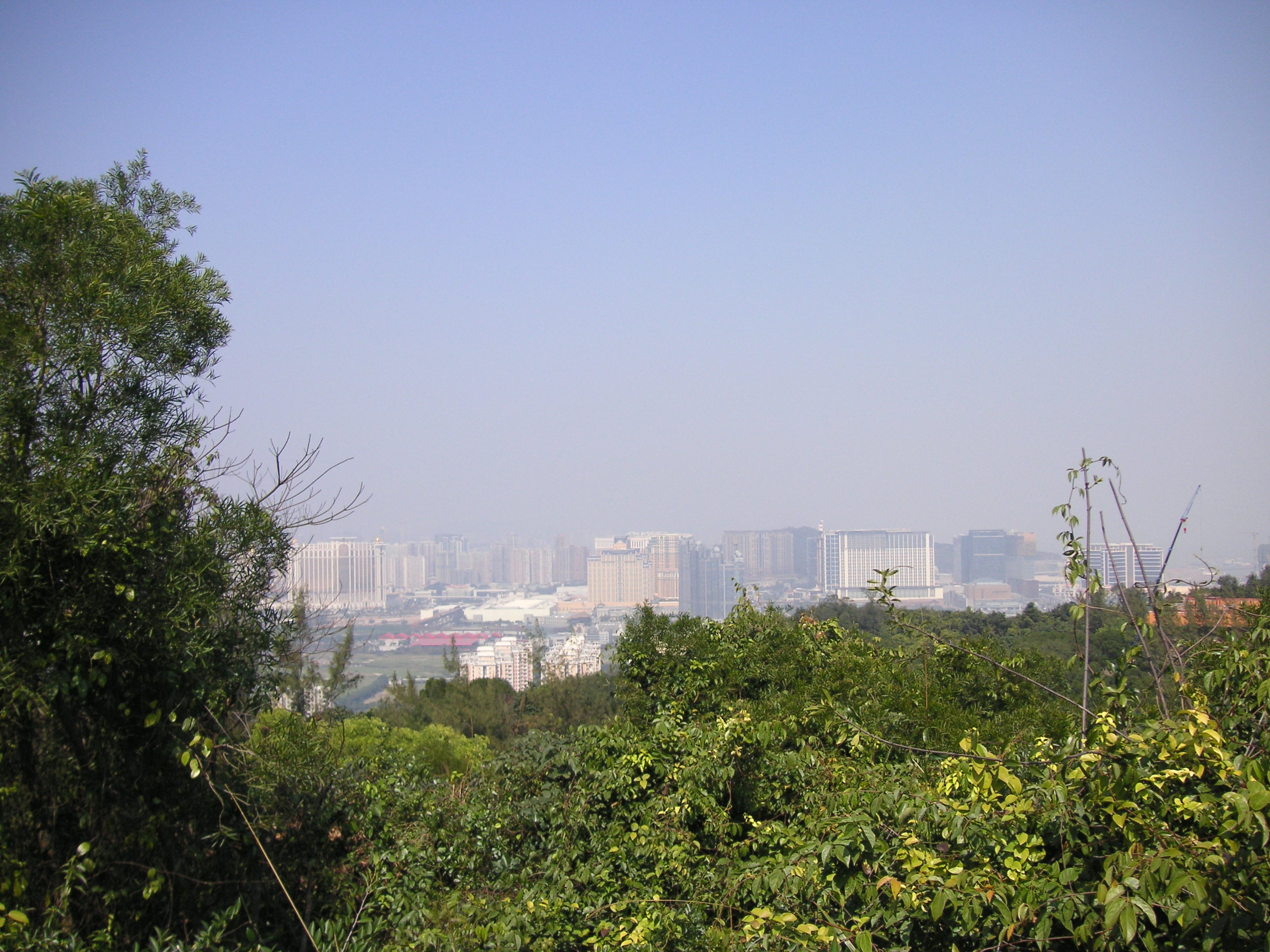
Blick auf Coloane bzw. Cotai
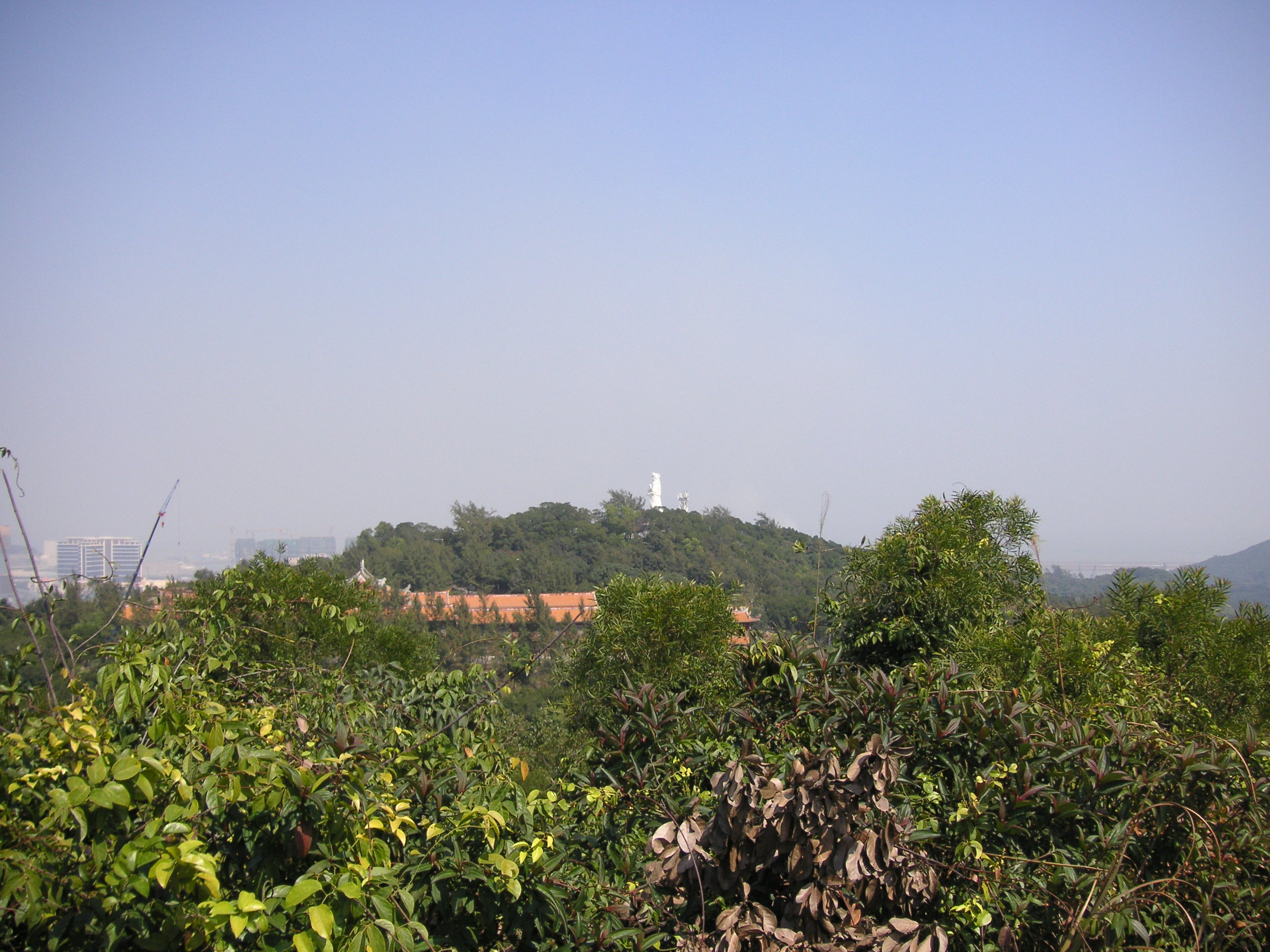
Blick auf den Coloane-Park mit A-Ma-Statue